# فوسترن
فوسترن (به آلمانی: Forstern) یک شهر در آلمان است که در بایرن واقع شده‌است.

## خصوصیات
فوسترن ۱۵٫۳۸ کیلومترمربع مساحت دارد ۵۲۰ متر بالاتر از سطح دریا واقع شده‌است.